# Mariana Enríquez
Mariana Enríquez, född 1973 i Buenos Aires, är en argentinsk författare och journalist.